# Pétrel de Lesson
Pterodroma lessonii
Espèce
Synonymes
- Pterodroma lessoni

Statut de conservation UICN

 LC  : Préoccupation mineure
Le Pétrel de Lesson (Pterodroma lessonii), aussi appelé Pétrel à tête blanche, est une espèce d'oiseaux de la famille des Procellariidae.

## Description
Cet oiseau a une envergure d'environ 109 cm pour une masse de 600 à 800 g. Le corps est blanc avec le dessus des ailes et le manteau gris-brun. La tête et la queue sont blanches. Le tour de l'œil noir dessine un sourcil. Le bec noir est robuste et crochu. Les pattes sont roses et noires.

## Répartition et habitat
Cet oiseau pélagique niche sur les îles subantarctiques, en creusant son terrier dans les sols secs recouverts de végétation.
Aux Kerguelen, il est présent surtout dans les îles indemnes d'introduction (lapins, rats et chats). Cependant, on peut le rencontrer en nombre ici et là sur la Grande Terre (péninsule Courbet, Ronarc'h, Jeanne d'Arc). L'effectif de cette espèce est estimé à une trentaine de milliers de couples.

## Régime alimentaire
Il se nourrit surtout de céphalopodes (qu'il peut attraper grâce à son bec crochu) et de crustacés. Il pêche généralement à la surface de l'eau.

## Reproduction
Colonial. Le terrier est utilisé année après année et souvent agrandi à chaque période de reproduction. La ponte de l'œuf unique s'étale de la fin-novembre à la fin-décembre. L'incubation dure environ 60 jours. Le poussin s'envole vers le mois de mai.

## Comportement
Ce pétrel, pourtant assez grand, est souvent victime du Skua antarctique. Il ne revient donc à terre que la nuit. On entend alors, à l'obscurité naissante, les premiers individus chantant et se poursuivant en mer près des colonies. Cependant, les descentes à terre ne se font que dans l'obscurité. Les jeunes au terrier sont assez bruyants lorsqu'ils sont dérangés. Les Skuas n'hésitent pas à creuser et à déterrer les jeunes repérés pour les manger. Au moment de l'envol nocturne des poussins, comme chez tous les Pétrels, des hécatombes se produisent parfois : les oiseaux sont attirés par les lumières des bateaux ou des bâtiments. Aveuglés, ils se cognent et tombent à terre. Beaucoup en meurent.